# Dame-Marie (Haiti)
Dame-Marie (Haitianisch-Kreolisch: Dam Mari) ist eine Gemeinde im Département Grand’Anse von Haiti.

## Geschichte
Die Gemeinde wurde im Jahr 1776 selbständig, nachdem sie vorher ein Teil von Anse-d’Hainault gewesen war.
Im Jahr 1793 war Thomas François Galbaud Gouverneur der Kolonie Saint-Domingue. Der in Port-au-Prince geborene General hatte von seiner Mutter ausgedehnte Liegenschaften in Leogâne und Dame-Marie geerbt. Er musste diese aufgeben, da ein im revolutionären Paris erlassenes Dekret es Kolonialbeamten verbot, selbst Ländereien in von ihnen verwalteten Gebieten zu besitzen.
Während der militärischen Auseinandersetzungen zwischen Haiti und der Dominikanischen Republik Mitte des 19. Jahrhunderts wurde Dame-Marie ebenso wie Saltrou (seit 1960 Belle-Anse) und Petite-Rivière-de-Nippes im Jahr 1849 von See aus beschossen und erlitt dabei schwere Schäden.
Zwischen dem späten 19. und dem frühen 20. Jahrhundert blühte der Export von Kakao. Französische und deutsche Händler ließen sich in Dame-Marie nieder und führten zu einer raschen Entwicklung der Gemeinde. Sie expandierte und es wurden große Häuser im Gingerbread-Stil gebaut.
Im Oktober 1954 wurde die Stadt durch den Wirbelsturm Alice vollständig zerstört.

## Lage und Beschreibung
Neben dem Stadtzentrum Ville de Dame-Marie und dem Quartier De Lesson bestehen fünf Gemeindebezirke:
1. Bariadelle mit Brèche, Cème, Deraymond, Duvineau, Fondin, Nan Charles, Plaine Griffe, Plonquette, Ravajou und Rousselin,
2. Dallier,
3. Désormeau mit Bel-Air, Duchaninoir, Duverger, Fonoin-Dame-Marie, Hatte-Barbe, Madame-Germain, Passe Barbe, Phare Rouge und Plaine Martin,
4. Petite Rivière mit Acelin, Balandier, Cesson, Daucan, Décidé, Germon, Goudin, Nodeste, Petite Place, Planche und Trou-d'Enfer sowie
5. Baliverne mit Breton, Cambon, Carrefour Malette, Derrière Goyave, Docan, Dos Camp, Duvaranne, La Hatte, Lan Pose, Lebac, Longris, Mondor, Montagnac, Montagnard, Planor, Roche Pierre und Trois Sources.

Die Route Départemental RD-72 verbindet Dame-Marie in Jérémie (47 Kilometer östlich) mit dem Straßensystem Haitis (Route Nationale RN-7). In südlicher Richtung verläuft die RD-72 entlang der Küste 133 Kilometer über Anse-d’Hainault, bei dem Ort Tiburon nach Osten biegend, bis nach Les Cayes, wo die RN-7 auf die Route Nationale RN-2 trifft.
6 Kilometer nördlich des Zentrums, am Cap Dame-Marie, liegt ein Flugfeld mit einer unbefestigten, einen Kilometer langen Start- und Landebahn in Ost-West-Ausrichtung (09/27). Linienverbindungen bestehen nicht.